# 예지 (1994년)
예지(본명: 이예지, 1994년 8월 26일 ~ )는 대한민국의 래퍼로 과거 피에스타의 일원이였다.

## 학력
- 강릉초등학교 졸업
- 중앙대학교사범대학부속중학교 졸업
- 한림연예예술고등학교 실용음악과 졸업

## 음악 작품

### 솔로

#### 싱글
- "Solo" (언프리티 랩스타 2 Track 4, 2015)
- "미친개" (2015)
- "HOME" (2020)

#### EP
- Foresight Dream (2016)
- 끌려다녀(Chase) (2016)

### OST
- 원티드 OST Part 3 (2016) - 그림자 (with 정채연)

## 출연 작품

### 텔레비전 프로그램
| 연도   | 제목                     | 방송사 | 비고                                           |
| ------ | ------------------------ | ------ | ---------------------------------------------- |
| 2015년 | 언프리티 랩스타 2        | Mnet   | 고정                                           |
| 2016년 | 우리 결혼했어요          | MBC    | 패널                                           |
| 2016년 | 마이 리틀 텔레비전       | MBC    | 게스트                                         |
| 2016년 | 힙합의 민족 시즌 2       | JTBC   | 고정                                           |
| 2017년 | 미스터리 음악쇼 복면가왕 | MBC    | 참가자 (고마쎄리 손 한 번 잡아주이소! 탱고걸!) |